# Bond Minicar

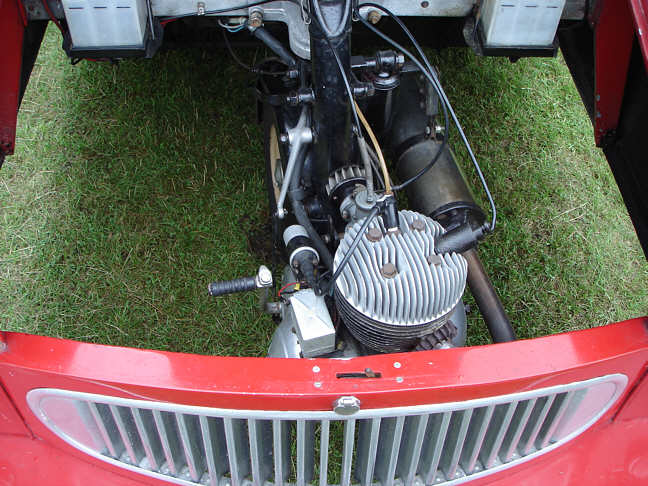
Der Motorraum eines Minicar (1959). (Beachte den noch vorhandenen Kickstarter auf der linken Seite des Motorrad-Triebwerkes)

Die Bond Car Ltd. begann 1949 mit der Fertigung wirtschaftlicher, dreirädriger Personenkraftwagen, die Bond Minicar genannt wurden. Sie wurden von einem Einzylinder-Zweitaktmotor von Villiers mit 122 cm³ Hubraum angetrieben. 1950 stieg der Hubraum auf 197 cm³. Die Karosserie bestand hauptsächlich aus Aluminium, einige spätere Modelle hatten auch Teile aus GFK. Die Wagen waren in der Nachkriegszeit sehr populär.
Das Minicar wurde in verschiedenen Generationen gebaut; die letzte war der „Mark G“ ab 1961. Es gab Cabriolets, Lieferwagen und Kombis. Der Motor wurde vergrößert, zunächst als Einzylinder auf 247 cm³, dann als Zweizylinder-Viertakt von Villiers auf 247 cm³ (auf Wunsch im Mark G erhältlich). Die Motoren waren im Grunde Motorradmotoren mit eingebautem Getriebe und waren daher nicht mit Rückwärtsgang ausgestattet. Dies war aber nur eine kleine Unannehmlichkeit, weil Motor, Getriebe und Vorderrad zu einer Einheit verschraubt waren, die mit dem Lenkrad in jeder Richtung um 90° gedreht werden konnten, sodass der Wagen innerhalb einer Wagenlänge gewendet werden konnte.
Eine Art Rückwärtsgang wurde bei späteren Modellen angeboten, jedoch musste man den Motor dazu anhalten und in der anderen Richtung wieder starten. Dies wurde durch umgekehrten Anlauf der Dynastart-Einheit bewerkstelligt.
Insgesamt wurden in 12 Jahren 24.484 Minicar hergestellt.

## Minicar Mark A (1949–1951)
Die erste Generation hatte eine selbsttragende Aluminiumkarosserie. Die Hinterräder waren nicht gefedert, sodass die Reifen die einzige Dämpfung darstellten. Der luftgekühlte Einzylinder-Villiers-Motor mit 122 cm³ Hubraum war auf der Vorderradaufhängung montiert und wurde mit ihr zusammen als eine Einheit gelenkt. Zunächst bestand die Lenkung aus Stahlseilen, die auf Spulen aufgewickelt wurden, später setzte man eine Zahnsektorlenkung ein. Das aus dem Motorrad stammende Getriebe hatte drei Vorwärts-, aber keinen Rückwärtsgang. Nur die Hinterräder konnten gebremst werden. Der Motor musste mit einem Kickstarter angelassen werden.
Die Wagen waren als offene Zweisitzer mit einer einzelnen Sitzbank ausgeführt. Der Wetterschutz war nicht nennenswert. Die Scheinwerfer saßen auf Auslegern an den Fahrzeugseiten. Die Höchstgeschwindigkeit lag bei 56 km/h.
1950 kam eine Deluxe-Version heraus, die einen größeren Motor mit 197 cm³ Hubraum und eine Windschutzscheibe aus Glas anstatt Acrylglas hatte.
Einer dieser offenen Wagen wurde 1949 vom Automagazin „The Motor“ getestet, beförderte nur den Fahrer mit einer Höchstgeschwindigkeit von 69,7 km/h und beschleunigte in 13,6 s von 0 auf 50 km/h. Der Benzinverbrauch betrug 3,9 l / 100 km. Der Testwagenpreis lag bei £ 262 einschl. MwSt.

## Minicar Mark B (1951–1952)
Der Mark B hatte endlich eine Einzelradaufhängung hinten mit Schraubenfedern und einen Motor mit 197 cm³ Hubraum. Neben dem offenen Wagen gab es auch einen Lieferwagen.

## Minicar Mark C (1952–1956)

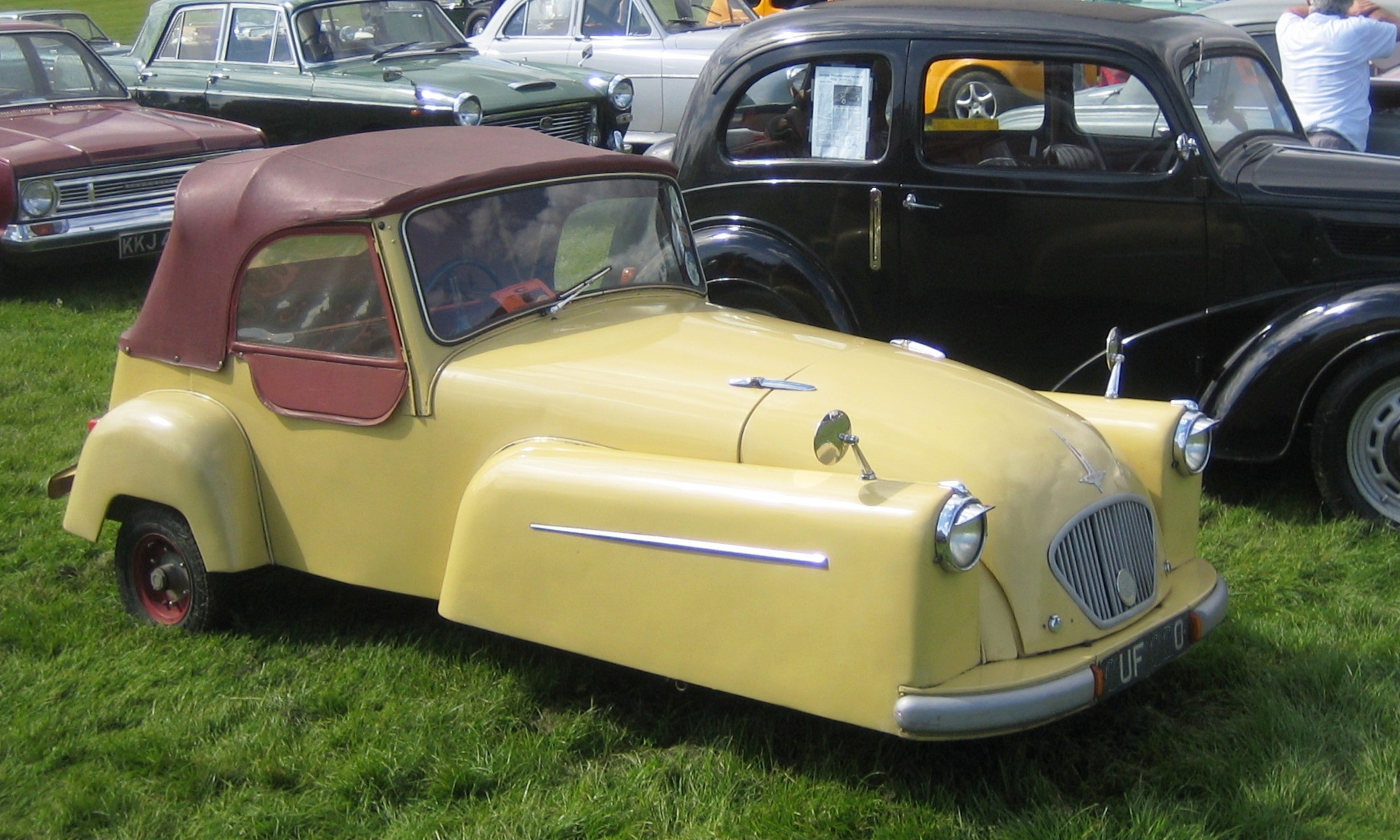
Bond Minicar (1956)

Der Mark C hatte einen neuentwickelten Aufbau. Die Scheinwerfer waren nun in den Kotflügeln untergebracht, und es gab eine richtige Tür, aber nur auf der Beifahrerseite. Am Villiers-8E-Motor mit 197 cm³ war auf Wunsch ein elektrischer Anlasser erhältlich. Es gab ein größeres Lenkrad und die Seillenkung wurde durch eine Zahnsegmentlenkung ersetzt, mit der das Vorderrad mit dem Motor 90° jeweils nach links oder rechts geschwenkt werden konnte. Dies ermöglichte das Umkehren mit diesem Auto innerhalb einer Wagenlänge, womit der Nachteil des fehlenden Rückwärtsgangs kompensiert wurde. Dies waren die besten Jahre des Minicar; die Produktion stieg 1955 auf 100 Autos / Woche und 1956 entstanden insgesamt 14.000 Wagen.

## Minicar Mark D (1956–1957)
Der Mark D war eine Überarbeitung des Mark C. Neu waren der Villiers-9E-Motor mit 197 cm³ Hubraum und die 12-Volt-Elektrik.
Es gab eine Familienversion mit einem kleinen Rücksitz im Stil einer Hängematte.

## Minicar Mark E (1958–1959)
Die letzten Generationen des Minicar hatten nochmals eine ganz neue Form. Die Karosserie, die immer noch aus Aluminium bestand, wurde auf einen Stahlrahmen montiert. Türen gab es jetzt auf beiden Seiten, und die Wagen hatten Vierganggetriebe.
Es gab nun die Aufbauten „Family“ (mit Notsitzen hinten), „Tourer“ (Cabriolet) und „Van“ (Lieferwagen), optional mit GFK-Dach.
Die Höchstgeschwindigkeit lag bei ca. 80 km/h.

## Minicar Mark F (1959–1961)
Der Mark F ähnelte dem Mark E und hatte einen 250 cm³-Motor, auf Wunsch mit Rückwärtsgang (Funktion s. o.). Die Höchstgeschwindigkeit betrug 88,5 km/h. Erstmals gab es auch eine geschlossene Limousine.

## Minicar Mark G (1961–1966)
Der Mark G hatte eine überarbeitete Karosserie und die Windschutzscheibe wanderte nach vorne, was für einen größeren Innenraum sorgte. Den gleichen Effekt hatte eine in Fahrtrichtung angestelltes Heckfenster in der Limousine, was dem Wagen eher das Aussehen eines „richtigen“ Autos verlieh. Es gab sogar Kurbelfenster und verschließbare Türen. Neu war eine Kombiversion, und in den späten Mark-G-Modellen gab es verschiedene Motoren zur Auswahl: Den Villiers-35A-Einzylinder mit 11,5 bhp (8,5 kW) und den Zweizylinder-Viertaktmotor mit 14 bhp (10,3 kW). Halbhydraulische Bremsen ersetzten das alte mit Stahlseilen und Gestängen operierende System der Vorgänger, und es gab größere 10″-Räder.